# Antéchrist
Pour les articles homonymes, voir Antéchrist (homonymie).
« Antichrist » redirige ici.  Pour le film de Lars von Trier, voir Antichrist (film).

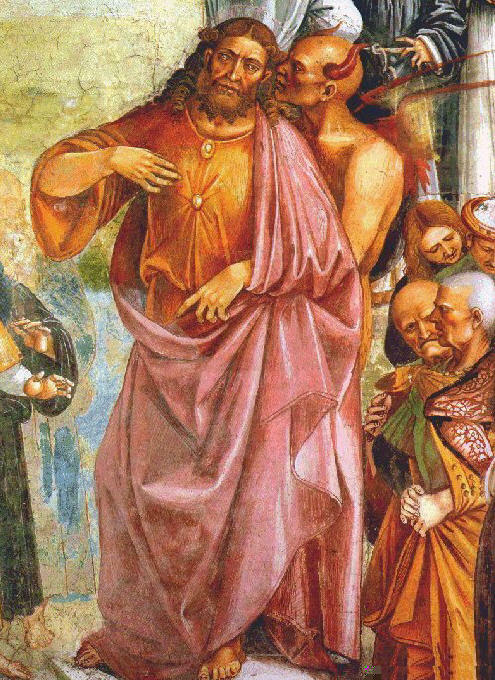
L’Antéchrist écoutant les paroles de Satan, représentés par Luca Signorelli dans une fresque de la chapelle San Brizio.

L’Antéchrist ou Antichrist est une figure commune aux eschatologies chrétienne et islamique, bien que les deux traditions lui attribuent des formes et des fonctions différentes. Elle apparaît dans les épîtres de Jean et dans la deuxième épître aux Thessaloniciens sous des formes variables, mais puise ses origines dans la notion d'« anti-messie » déjà présente dans le judaïsme.
Le terme désigne parfois un individu, souvent monstrueux, parfois un groupe ou un personnage collectif. Cet imposteur maléfique qui tente de se substituer à Jésus-Christ a nourri de nombreuses spéculations dès les premiers développements du christianisme à travers la littérature patristique, qui se sont enrichies au fil des siècles, situant l'apparition de l'Antéchrist lors des dernières épreuves précédant la fin du monde.
Dans l'islam, diverses traditions prophétiques (hadiths) mettent en scène al-Dajjâl (« l’Imposteur ») — l'équivalent de l'Antéchrist — dont la venue est un point déterminant de l’eschatologie musulmane. Il apparaît à la fin des temps et doit être éliminé par le prophète Îsâ (Jésus) lors de son retour. Les traditions sont nombreuses à ce sujet et varient selon les confessions et les commentateurs.
Beaucoup de personnages, de personnalités, voire d'entités, ont été assimilés à l'Antéchrist au cours des siècles jusqu'à nos jours, essentiellement dans des contextes ou épisodes eschatologiques et millénaristes.

## Étymologie et définition

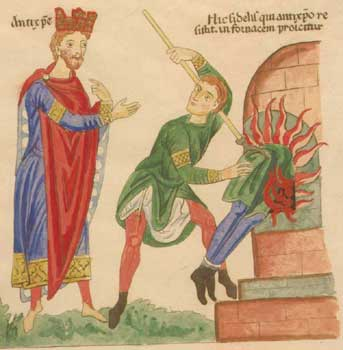
L'Antéchrist manifesté sous la forme d'un roi.
Hortus Deliciarum (XIIe siècle).

Le mot « antéchrist » vient du grec ancien ἀντίχριστος / antíkhristos par l'intermédiaire du latin médiéval antechristus, qui vient du latin ecclésiastique. Bien que la transformation du préfixe anti- (« contre ») en ante- (« avant ») date du XIIe siècle, on trouve la forme « antichrist » chez François Rabelais, dans la Bible de Jérusalem (traduction du XXe siècle), dans le Vocabulaire de théologie biblique et dans la neuvième édition du Dictionnaire de l'Académie française. Malgré cela, le mot « antéchrist » signifie « adversaire du Christ » et non « celui qui vient avant le Christ ». De même, en latin, antechristus et antichristus sont synonymes.
Le mot « antikhristos » est utilisé au pluriel dans les Épîtres de Jean, désignant les judéo-chrétiens qui se détachent de la communauté par leur refus de la reconnaissance de la pleine divinité du Christ ou de son incarnation. Par la suite, différentes représentations de personnages mythiques d'« antéchrists » sont modelées tant par l'eschatologie juive que par les pères de l'Église. En français, dès le XIIe siècle, le mot a désigné tout à la fois, dans une acception populaire péjorative, un « méchant homme » et, dans des acceptions didactiques, un « esprit du mal devant apparaître à la fin des temps » ou encore un « adversaire du Christ », un « apostat ».

## Les manuscrits de la mer Morte et la notion d'Antéchrist
Depuis sa découverte parmi les manuscrits de la mer Morte et sa publication en 1947, le manuscrit numéro 2Q246 trouvé à Qumran a provoqué des controverses virulentes. Le manuscrit évoque, dans une prophétie d'ordre eschatologique, une personnalité présentée ainsi : 
« [… Après nombre de tueries] et des massacres, un prince des nations [se lèvera…], le roi d'Assyrie et d'Égypte […], il règnera sur le pays […], lui seront assujettis et tous [lui] obéiront. [Son fils également] sera appelé Le Grand, et sera appelé Fils de Dieu, ils l'appelleront Fils du Très-Haut. Mais tels les météores que tu as aperçus dans ta vision, tel sera son royaume. Ils ne règneront qu'un petit nombre d'années sur le pays, tandis que les peuples piétineront les peuples, et que les nations piétineront les nations. Jusqu'à ce que le peuple de Dieu se lève. Alors tous se reposeront de la guerre. Leur royaume sera un royaume éternel, et toutes leurs voies seront justes. Ils jugeront la terre avec équité, et toutes les nations feront la paix. La guerre disparaîtra du pays et toutes les nations se soumettront à eux. »
Un autre manuscrit, 1Qm, est considéré comme lié à celui-ci, qui décrit la guerre des fils de lumière contre les fils des ténèbres. Or, selon les évangiles, Jésus nommait ses disciples fils de lumière.
D'après la lecture des exégètes Michael Wise, Martin Abegg Jr. et Edward Cook, ce passage évoque l'Antéchrist,. Ils établissent un parallèle avec des passages du Nouveau Testament dans lesquels le titre de « Fils du Très-Haut » est attribué à Jésus : « Il sera Grand et sera appelé Fils du Très-Haut, […] et à son royaume, il n'y aura point de fin ». Ils précisent que toute prétention humaine à la filiation divine n'a jamais trouvé grâce aux yeux du judaïsme et ajoutent que, selon Jean, c'est pour cette raison que Jésus fut accusé par ses contemporains : « Nous voulons te lapider pour un blasphème, car bien que tu sois homme, tu te fais dieu. »,.
Toutefois, dans le Nouveau Testament, un autre concept, celui de « Fils de l'Homme », est utilisé par Jésus pour se désigner lui-même, en conformité avec le Tanakh, et c'est progressivement que la notion de « Fils de Dieu » s'est imposée de façon systématique. La notion christologique d'un « Fils de l'Homme » humain lié au Père  précède celle de « Fils de Dieu ». Quant au Coran, il réfute que Jésus aurait affirmé être Dieu ou le Fils de Dieu, et soutient qu'il s'agit d'une déformation ultérieure due aux chrétiens.

## L'Antéchrist dans le christianisme

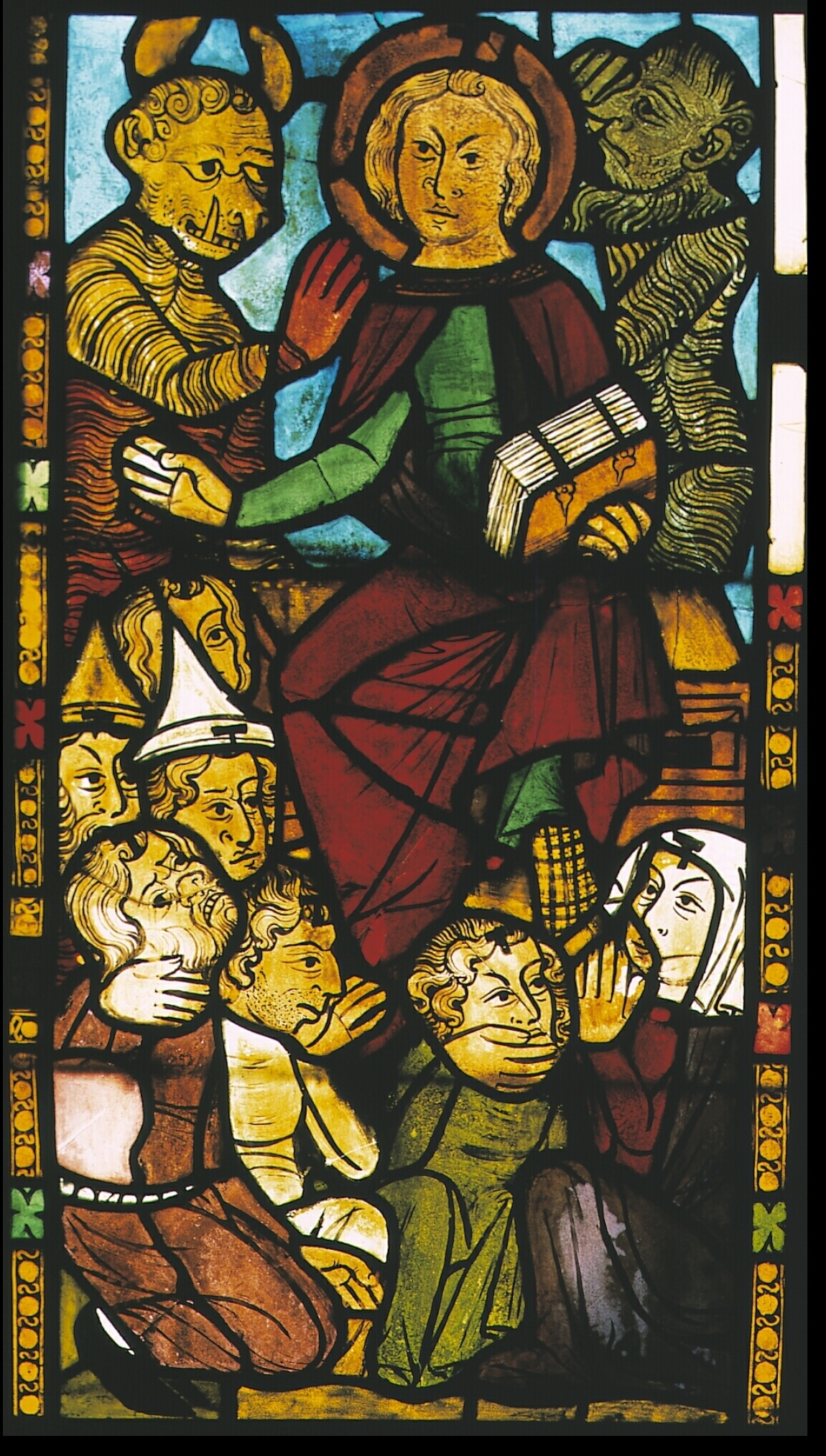
L'Antéchrist et ses fidèles, représentés dans un vitrail de l'église Sainte-Marie de Rostock.

### Nouveau Testament
Le terme « antéchrist » n'apparaît pas dans les textes qui constituent le socle de l'enseignement chrétien sur la fin des temps : ni dans l'évangile selon Matthieu dans la discussion de Jésus sur les « signes de la fin du monde » (qui n'emploie jamais le terme au cours de son ministère), ni dans la deuxième épître aux Thessaloniciens, ni dans l'Apocalypse de Jean. L'« Homme du Péché », l'« Homme de l'Impiété », l'« Homme sans Loi », l'« Impie » a ainsi reçu différents noms au fil du temps, désignant tantôt un individu, tantôt un groupe ou un personnage collectif. Le texte le plus influent concernant la construction de la figure de l'« antéchrist » – la Deuxième épître aux Thessaloniciens – ne le connaît pas sous ce nom.
Les mots « antéchrist » et « antéchrists » (« antichrist » et « antichrists » dans la Bible de Jérusalem) n'apparaissent que cinq fois dans la Bible, dans deux des trois épîtres de Jean :

« Qui est menteur, sinon celui qui nie que Jésus est le Christ ? Celui-là est l'antéchrist, qui nie le Père et le Fils. »

— (I Jean 2:22, LS)

« Petits enfants, c'est la dernière heure, et comme vous avez appris qu'un antéchrist vient, il y a maintenant plusieurs antéchrists : par là nous connaissons que c'est la dernière heure. »

— (I Jean 2:18, LS)

« […] et tout esprit qui ne confesse pas Jésus n'est pas de Dieu, c'est celui de l'antéchrist, dont vous avez appris la venue, et qui maintenant est déjà dans le monde. »

— (I Jean 4:3, LS)
Cependant, une autre version de ce dernier passage est conservée dans la Vulgate, chez Irénée de Lyon et Origène :

« Et tout esprit qui divise Jésus-Christ, n'est point de Dieu ; et c'est là l'Antechrist, dont vous avez entendu dire qu'il doit venir ; et il est déjà maintenant dans le monde. »

— (I Jean 4:3, Sacy)

« Car plusieurs séducteurs sont entrés dans le monde, qui ne confessent point que Jésus-Christ est venu en chair. Celui qui est tel, c'est le séducteur et l'antéchrist. »

— (II Jean 1:7, LS)
Le terme paraît ici décrire n'importe quel faux docteur, faux prophète ou corrupteur de la foi chrétienne, mais il semble quelquefois indiquer une personne précise ou un simple esprit trompeur qui suscite un faux enseignement, et dont la présence est un signe de la fin des temps. Cependant, dans la compréhension populaire, beaucoup de chrétiens identifient cet Antéchrist particulier avec l'« homme du péché, le fils de la perdition » mentionné dans la Deuxième épître aux Thessaloniciens et avec différentes figures de l'Apocalypse, y compris le Dragon, la Bête, le Faux Prophète et la Prostituée de Babylone. L'Antéchrist est compris de diverses façons, soit comme un groupe ou une organisation, soit comme un système de gouvernement fondamentalement mauvais ou une religion fausse ; ou, plus généralement, comme un individu, comme le chef d'un gouvernement mauvais, un chef religieux qui remplace l'adoration du Christ par une fausse adoration, l'incarnation de Satan, un fils de Satan, ou un être humain placé sous la domination de Satan.
L'idée que l'Antéchrist est une personne semble se combiner dans la Première épître de Jean avec celle qui en fait une catégorie de personnes. Jean y parle de « plusieurs Antéchrists » qui incarnent l'« esprit de l'Antéchrist », qui auraient vécu dès le Ier siècle (« et qui maintenant est déjà dans le monde », 4:3) et continueraient encore à exister jusqu'à maintenant. Comme Jean l'écrit, un tel Antéchrist (l'adversaire du Christ) est quiconque qui « nie que Jésus est Christ », « nie le Père et le Fils » « ne reconnaît pas Jésus » et « ne reconnaît pas sa venue ».
Des concepts proches apparaissent dans d'autres endroits dans la Bible et divers apocryphes, si bien qu'un portrait plus complet de l'Antéchrist a été créé peu à peu par les théologiens chrétiens et la religiosité populaire. L'Évangile selon Matthieu met en garde plusieurs fois contre « les faux Christs » qui prétendraient être le Christ revenu.
Dans la « Petite Apocalypse » du corpus paulinien (Deuxième épître aux Thessaloniciens), on s'attend que « l'homme du péché », « le fils de la perdition » s'installe dans le temple de Dieu, sous le prétexte qu'il est Dieu lui-même. Cette représentation de l'Antéchrist conserve le souvenir des actions du roi séleucide Antiochos Épiphane, qui vers 170 av. J.-C. commanda aux Juifs de sacrifier des porcs sur l'autel, quatre fois par an le jour du Shabbat, pour lui rendre hommage comme au dieu suprême du royaume. L'auteur de l'épître semble avertir ses lecteurs, par cette allusion à des événements passés, qu'ils doivent s'attendre à des malheurs semblables dans l'avenir. 
La Deuxième épître aux Thessaloniciens, dans un contexte eschatologique, emploie le terme « katechon » en affirmant que les chrétiens ne doivent pas se comporter comme si le Jour du Seigneur devait se produire demain, puisque le Fils de la perdition (l'Antéchrist de 1 et 2 Jean) sera révélé avant. L'auteur ajoute que cette révélation est subordonnée à la suppression de « quelque chose / quelqu'un qui le retient ». Le verset 6 utilise le genre neutre, τὸ κατέχον, et le verset 7 le masculin, ὁ κατέχων (katechon). Puisque le texte ne mentionne pas explicitement l'identité du katechon, l'interprétation du passage fait débat.

### Les guerres de Religion
Lors des guerres de Religion, catholiques et protestants utilisèrent le nombre de la Bête, les uns comme les autres, pour s'accuser mutuellement d'incarner l'Antéchrist. Petrus Bungus, un catholique, s'efforça de démontrer que 666 était synonyme de Luther selon l'alphabet numéral latin : LVTHERNVC = 30 + 200 + 100 + 8 + 5 + 80 + 40 + 200 + 3 = 666. En sens inverse, les Réformés assimilèrent le pape, c'est-à-dire le « vicaire du Fils de Dieu » (Vicarius Filii Dei), au nombre de la Bête, selon le calcul suivant : VICarIUs fILII DeI = 5 + 1 + 100 + 1 + 5 + 1 + 50 + 1 + 1 + 500 + 1 = 666.

### L'Antéchrist dans le christianisme protestant évangélique
Le christianisme évangélique du XIXe siècle a coïncidé avec un regain d'intérêt pour l'eschatologie. Un consensus s'est depuis installé affirmant l'avènement d'un dictateur mondial (la Bête ou l'Antichrist), s'appuyant sur une religion universelle (la grande Babylone) et culminant avec le retour en gloire du Christ pour gouverner le monde.

## Dans l'islam
La tradition musulmane fait mention d'une figure eschatologique appelée al-Dajjâl (« le Trompeur » ou « l'Imposteur ») ou al-Masîh al-Daajjâl (« le Messie trompeur ») correspondant à l'Antéchrist. Le nom al-Dajjal provient du syriaque, probablement emprunté à l'araméen, pour constituer une épithète de l'Antéchrist. Ainsi, dans la peshitta, le grec ψευδόχριστοι (pseudokristoi) — pour « faux/prétendus messies » — figurant dans l'Évangile selon Matthieu (24:24) est traduit en syriaque par meshishe daggale et on trouve également dans cette langue des expressions comme shaheda daggala pour « faux témoin » ou encore nebiya daggada pour « pseudo-prophète ».
Cette figure est absente du Coran. Certains courants l'identifient à la « Bête » (dâbba), dont parle le Coran, qui sort de terre parmi d'autres signes annonciateurs. Mais selon Malek Chebel seuls certains exégètes identifient l'antéchrist à la bête. D'autres exégètes médiévaux ou contemporains voient dans le Coran d'autres références implicites à al-Dajjal. A l'inverse, il est très présent dans la littérature des hadiths où existent de nombreuses traditions, souvent contradictoires.
C'est un faux messie qui apparaît à la fin des temps. D'autres encore le confondent avec Satan (« Iblis »). Ce personnage ignoble et perfide est présenté avec insistance comme borgne « alors que votre Seigneur, lui, n’est pas borgne », et doit ainsi apparaître à la tête de l'armée d'« ennemis des imams » à partir d'une terre d'Orient appelée Khorassan, pour répandre l'iniquité et la tyrannie sur le monde durant quarante jours (ou quarante ans). Dans les hadiths, il n'est pas présenté comme un démon, mais un humain diabolique.
La tradition musulmane mentionne aussi « Al-Mahdi » autre personnage important de l'eschatologie islamique. Pour les chiites duodécimains, il correspond au douzième imam (Kitab al-Kafi), disparu en 940. Cette affirmation est contestée par les sunnites qui ne reconnaissent que quatre califes , les "bien-guidés". L'Antéchrist ne pourra être éliminé physiquement que par Îsâ (Jésus) qui descendra au minaret blanc à l’est de Damas. Pour la tradition sunnite, c'est Îsâ lui-même qui combat al-Dajjâl. Pour d'autres, Îsâ serait remplacé par le Mahdi, le sauveur eschatologique. En effet, certains théologiens musulmans ont tantôt réfuté l'existence du Mahdi, tantôt le retour du Messie qui, après la mort du Dajjal, se mariera, aura des enfants et sera enterré à côté de Mahomet au cimetière d'Al-Baqi à Médine.
Les nombreuses histoires circulant sur l'Antéchrist ne concordent que sur certains points, dont le principal est qu'il apparaît avant la fin des temps pour tenter et tromper l'humanité. Diverses traditions musulmanes mettent en scène des personnages évoquant l'Antéchrist — à l'instar d'un jeune homme juif du nom de Ibn Sayyâd — que Mahomet rencontre dans un épisode rapporté dans le Sahih Muslim, qui semble avoir été un prophète rival de ce dernier et qui est parfois assimilé à l'Antéchrist. Historiquement, l'antéchrist et les traditions qui l'entourent ont été perçus comme des descriptions littérales, même si des auteurs comme al-Taftazani y ont vu une portée symbolique. 

## Dans la philosophie occidentale

### Chez Nietzsche
Dans son livre L'Antéchrist, le philosophe Nietzsche conçoit l’avenir de l’homme à la lumière de l'histoire des valeurs occidentales qui se sont largement diffusées dans le monde. Selon lui, ces valeurs compromettent les progrès de l'humanité, car elles sont fondées sur les principes dépréciateurs de la morale chrétienne (ce qui est faible est bon) ; la valeur essentielle de ce système contre-nature, du ressentiment et de la pitié, juge la vie d'un point de vue pessimiste (« À quoi bon ? » « Pourquoi chercher satisfaction ici-bas ? » « Il y a une vie meilleure qui justifie celle-ci »). L'auteur évoque, avec une éloquence caractéristique, au moyen d'une rhétorique plus invocatrice, et passionnée, qu'argumentée, la nécessité d'une alternative radicale, antithétique, à cette interprétation dépréciatrice de l'existence, et de tout son système de valeurs. La meilleure alternative à ces principes moraux viciés, corrompant les bases mêmes de la civilisation, est leur retournement pur et simple (« inversion de toutes les valeurs »). On en trouve l'expression précoce dans le courant humaniste à la Renaissance, qui définit selon Nietzsche l'esprit salutaire de l'Antéchrist, et la réalisation de l'homme par son propre dépassement (« l'homme étant en lui-même une fin »), et non l'inverse… Cette réfutation du message évangélique, et son lot de concepts antinomiques (Volonté de puissance contre remords du péché, Éternel retour contre vision linéaire de l'histoire sainte, de son eschatologie et du cycle de sa révélation, Surhomme contre abnégation et renoncement à soi) se veulent plus anathème qu'antithèse, et plus évocation, éloquence, feu, que système (« rien ne réussit à moins que la pétulance n'y ait sa part ») : Nietzsche avait bien compris qu'en matière de foi, la logique de l'exposé systématique est impuissante, ses prémisses devant d'abord être annoncées avec passion.
Cependant, sa thèse ne vient pas s'opposer totalement à Jésus, mais bien à la morale de l'esclave qui serait selon lui le résultat d'une perversion des mots et des pratiques de Jésus. Une telle perversion aurait pris naissance dans l'interprétation du Christ selon saint Paul. Ainsi, Nietzsche s'attaque plutôt à la religion institutionnalisée et voit Jésus comme un homme passif délivré du ressentiment.